# Waldo Salt
Waldo Salt (Chicago, 18 de outubro de 1914 - Los Angeles, 7 de março de 1987) foi um ator e roteirista estadunidense, ganhador do Oscar por Perdidos na noite e Amargo regresso.

## Filmografia
| Cinema    | Cinema                           | Cinema                                           |
| Ano       | Título                           | Nota(s)                                          |
| --------- | -------------------------------- | ------------------------------------------------ |
| 1937      | Felicidade de Mentira            | Adaptação, sem créditos                          |
| 1938      | O Último Beijo                   |                                                  |
| 1939      | As Aventuras de Huckleberry Finn | Dialogo, sem créditos                            |
| 1940      | Núpcias de Escândalo             | sem créditos                                     |
| 1941      | The Wild Man of Borneo           | Screenplay                                       |
| 1943      | Esta Noite Bombardearemos Calais |                                                  |
| 1944      | Mr. Winkle Vai para a Guerra     | Título alternativo: Arms and the Woman           |
| 1948      | Raquel, a Escrava Branca         |                                                  |
| 1950      | O Gavião e a Flecha              |                                                  |
| 1951      | O Maldito                        | Dialogo adicional                                |
| 1961      | Blast of Silence                 | creditado como Mel Davenport                     |
| 1962      | Taras Bulba                      |                                                  |
| 1964      | Flight from Ashiya               | Título alternativo: Ashiya kara no hiko          |
| 1964      | Wild and Wonderful               |                                                  |
| 1969      | Perdidos na noite                | Oscar de melhor roteiro adaptado                 |
| 1971      | Quase, Quase uma Máfia           | Título alternativo: The Gang That Couldn't Shoot |
| 1973      | Serpico                          |                                                  |
| 1975      | O Dia do Gafanhoto               |                                                  |
| 1978      | Amargo regresso                  | Oscar de melhor roteiro original                 |
| Televisão |                                  |                                                  |
| Ano       | Título                           | Nota(s)                                          |
| 1955      | Star Stage                       | 1 episódio                                       |
| 1956      | Colonel March of Scotland Yard   | 2 episódios                                      |
| 1958      | Swiss Family Robinson            | Telefilme, como Mel Davenport                    |
| 1958      | Ivanhoe                          | 4 episódios                                      |
| 1961      | Tallahassee 7000                 | 1 episódio                                       |
| 1964      | Espionage                        | 1 episódio                                       |
| 1965      | The Nurses                       | 1 episódio                                       |
| 1967      | Coronet Blue                     | 1 episódio                                       |